# Никола Кожухаров
Никола Атанасов Кожухаров е български живописец и сценограф.

## Биография
Учи в Пълна мъжка гимназия „Ив. Вазов“ – Стара Загора. Завършва живопис в Държавното художествено-индустриално училище в София при Иван Мърквичка през 1915 г. Специализира в Парижката академия за изящни изкуства при Фернан Кормон (учител на Анри дьо Тулуз-Лотрек и Винсент ван Гог). Преподавател (1924 – 1929) и професор (1929 – 1962) по рисуване в Художествената академия в София и във Висшия педагогически институт във Велико Търново (1962 – 1967). Създава композиции на исторически, военни и битови теми. Един от основоположниците на баталния жанр в българското изобразително изкуство. Едни от най-ценните му платна са със сюжет от българския фолклор.
Работи като сценограф. Още като студент заедно с Димитър Гюдженов създава завесата на Старозагорския театър (1914). Рисува декори за Народния театър в София (1924) за постановките на „Борислав“ и „Към пропаст“ от Иван Вазов, както и „Змейова сватба“ от П. Ю. Тодоров.
Никола Кожухаров работи и в областта на стенописта. Първият му опит в тази област са стенописите в читалищния салон на село Кунино (1948). Заедно с Димитър Гюдженов, по покана на старозагорския митрополит Климент, през 1959-1960 г. извършват цялостно изографисване на катедралния храм „Св. Димитър“ в Стара Загора. През 1961 г. отново с Димитър Гюдженов рисуват стените на храма „Свети Николай Чудотворец“ във Варна. През 1962 г. е изпратен от митрополит Йосиф да изпише храма „Св. Йоан Рилски“ в Търговище. През 1965 г. работи върху стенописите на храма „Св. Петка“ в Русе. Стилистиката при изписването на иконите е под влияние на италианския Ренесанс и европейския сецесион.
Никола Кожухаров е автор и на няколко монументални пластики. Негово дело е паметникът „Победен щурм“ във Видин, издигнат в памет на офицерите и войниците от Трети пехотен бдински полк, загинали по време на войните за национално обединение. По проект на Никола Кожухаров е изработен и паметникът на Гюро Михайлов в Плодив, открит на 29 ноември 1938 г.

## Картини
- „Часовой“ (1914)
- „Бяло море срещу остров Тасос“ (1916)
- „Край Одрин“ (1916)
- „Бомбардиране на транспортен параход при Макри от нашите аероплани“ (1916)
- „Връщане на хидропланите от въздушен бой с неприятеля“ (1916)
- „Слънчо открадва хубава Грозданка“ (1921)
- „Мене ме мамо змей люби“ (1924)
- „Кукери“ (1924)
- „Иван Вазов“ (1936)
- „Автопортрет“ (1937)
- „Симеон Велики“ (1948)
- „Залавянето на Васил Левски“ (1952)
- „Калоян приема папските пратеници“ (1969)